# Lindsey Pearlman
Lindsey Erin Pearlman (5 de octubre de 1978 -  18 de febrero de 2022) fue una actriz estadounidense conocida por sus papeles en General Hospital y Chicago Justice.

## Vida personal
Nació el 5 de octubre de 1978 en Chicago, Illinois. A una edad temprana, comenzó su carrera como actriz.
Estaba casada con Vance Smith, un productor de televisión. El 16 de febrero de 2022, fue reportada como desaparecida. Fue encontrada muerta el 18 de febrero de 2022, se cree que se trató de un suicidio, aunque no hay información oficial al respecto.